# Marina Vlady
Marina Vlady (Clichy, 1938. május 10. –) orosz származású francia színésznő, énekesnő és írónő. Eredeti neve: Marina Catherine De Poliakoff-Baidarov (Марина Владимировна Полякова-Байдарова).
Az 1940-es évek végén kezdett filmezni. Feltűnő, vadócos szépsége figyelemre méltó jellemábrázoló képességgel párosult, ezért az évek során nemcsak mennyiségileg gyarapodtak a filmjei, hanem a rendezők is egyre szélesebb skálán foglalkoztatták. Az 1960-as években már világsztárnak számított. Több ízben járt Magyarországon, magyar filmekben is szerepelt (Jancsó Miklós: Sirokkó, Mészáros Márta: Ők ketten). Mindhárom nővére színésznő volt: Odile Versois (1930–1980), Hélène Vallier (1932–1988) és Olga Baïdar-Poliakoff.

## Pályafutása

### A színésznő
Marina Vlady szülei orosz emigránsok voltak. A mama egykoron táncosnő volt, ezért lányait is e pálya felé terelgette. Az édesapja Vlagyimir Vasziljevics Poljakov-Bajdarov Moszkvában született, az első világháború idején került Franciaországba mint katonai pilóta. Szobrász, operaénekes, színész, balett-táncos, repülőmérnök és élsportoló is volt.  A négy nővér közül Marina volt a legtehetségesebb, már gyerekként a párizsi Operában táncolt. A testvérek később mindnyájan a színi pályát választották, de azon a területen is Marinának adatott meg a legfényesebb karrier. 1949-ben debütált a filmvásznon, az Orage d'été című produkcióban, melyben nővérei, Odile és Olga játszották a főszerepeket. A vadóc külsejű fiatal lányra külföldön is felfigyeltek, következő filmjeit már olasz színekben készítette. A Penne nere (1952) című második világháborús témájú drámában az akkoriban még szintén kezdőnek számító Marcello Mastroianni volt a partnere. Marina még ugyanabban az évben kisebb szerepet játszott egy Merle Oberon nevével fémjelzett, könnyed hangvételű filmben, illetve annak angol nyelvű változatában: Dans la vie tout s'arrange / Pardon My French. Első, valóban filmtörténeti jelentőségű filmje a termékeny olasz rendező, Mario Monicelli Hűtlen asszonyok (1953) című alkotása volt, amelyben olyan híres partnernők oldalán szerepelt, mint Gina Lollobrigida, Irene Papas vagy May Britt. Azonban még ekkor sem ő volt a középpontban.
Még nem volt 16 éves, mikor eljátszotta Liliane szerepét André Cayatte Özönvíz előtt (1954) című társadalmi drámájában. Liliane három barátjával együtt lopás és gyilkosság vádjával kerül a bíróság elé, ám az ügy során kiderül, hogy a háttérben valójában a szülők felelőtlensége áll. Vlady a 16 éven felülieknek vetített alkotás cannes-i díszbemutatójára nem ülhetett be, alakításának azonban nagy visszhangja volt; megkapta a legígéretesebb fiatal színésznőnek járó Suzanne Bianchetti-díjat. Következő filmszerepét már az NSZK-ban játszotta: Rolf Thiele Sie (1954) című alkotása Vaszary Gábor egyik műve alapján készült. Giuseppe De Santis A szerelem napjai (1954) című drámájában ismét Mastroianni oldalán játszott. Pályafutása egyik legnagyobb sikere és egyik legemlékezetesebb alakítása volt A boszorkány (1956) tragikus sorsú címszereplője, aki vadóc falusi lányként lobban szerelemre a fiatal mérnök iránt, ám hiába kölcsönös az érzés, végül bekövetkezik a tragédia. Ugyanebben az évben játszott a Bűn és bűnhődés modernizált filmváltozatában: ő volt Lily, az érző szívű prostituált, akinek a szerelme erőt ad a főhős számára, hogy bevallja a rendőrfelügyelőnek a nélkülözésből elkövetett gyilkosságot. A Toi, le venin (1958) című bűnügyi film érdekessége, hogy Vlady ismét nővérével, Odile-lel játszott együtt, férfi partnere és a mű rendezője pedig akkori férje, Robert Hossein volt. Hosseinnel egyébként két évvel korábban találkozott, és rövid ismeretség után házasságot kötöttek. A férj többször rendezte a feleségét, valamint számos filmjében volt a partnere.
Ellentmondásos fogadtatásban részesült Vlady szerepformálása Jean Delannoy Clèves hercegnő (1961) című alkotásában, ámbár a kibontakozó francia új hullám árnyékában magát a filmet sem érdemei szerint fogadták. Az 1960-as években egymás után kapta a tehetségéhez méltó feladatokat, de továbbra is vállalt felkéréseket könnyedebb, gyors sikerekre pályázó mozidarabokra. Játszott az akkor még alig ismert Michel Deville A hazug lány (1962) című vígjátékában. 1962-ben Alberto Lattuada Csehov-adaptációjában, A sztyeppben szerepelt. Patricia Highsmith egyik regénye alapján készült A gyilkos (1963), „a papa mozijá”-nak egyik kiválósága, Claude Autant-Lara rendezésében. Marina kimagasló alakítást nyújtott a különcként számon tartott olasz rendező, Marco Ferreri első igazán jelentős filmjében, a Méhkirálynőben (1963). Az általa játszott Regina szűzen megy férjhez a 40 éves Alfonsóhoz (a kitűnő Ugo Tognazzi alakítja), akit szüntelen szerelmével ostromol, majd miután teherbe esett, kitiltja az ágyából a férfit. Mivel a férj belebetegszik a házastársi örömök hiányába, az asszony veszi át az irányítást minden területen… A film Ferreri egyik kedvenc teóriájának korai megfogalmazása: miként válik a gyengébbnek tartott női nem mind meghatározóbbá a társadalomban, miközben jelentéktelenné, sőt szinte feleslegessé válnak a férfiak. Vlady és Tognazzi párosa sikert aratott Gian Luigi Polidoro Az amerikai feleség (1965) című komédiájában is: ebben Tognazzi egy olasz kispolgárt játszik, aki az Egyesült Államokból akar feleséget hozni magának. Megtiszteltetés volt a zseniális Orson Welles felkérése a Falstaff (1965) egyik szerepére. Noha a filmet a Welles-művek esetében szinte megszokottnak mondható nehézségek mellett forgatták, Marina olyan partnerekkel játszhatott együtt, mint Jeanne Moreau, Margaret Rutherford, John Gielgud, Fernando Rey és persze maga a rendező. A magyar mozikban is siker volt egykoron A Mona Lisa tolvaja (1965), Vlady harmadik közös munkája Michel Deville-lel. (A második a Les petites demoiselles című tévéfilm volt.) Életművének kevésbé fényes darabja az À tout cœur à Tokyo pour O.S.S. 117 (1966) című kémfilm, egyfajta James Bond stílusú kalandhistória. 
Vlady régi vágya teljesült 1967-ben, amikor Jean-Luc Godard-ral forgathatott. Évekkel korábban már szóba került, hogy együtt dolgoznak, de a rendező akkor végül soros feleségének, Anna Karinának adta Az asszony az asszony (1961) című filmjének a főszerepét. A Két vagy három dolgot tudok csak róla (1967) forgatása Vlady nyilatkozata szerint egyike volt élete legnagyobb, de egyben legfárasztóbb élményeinek. Nem kellett előre megtanulnia semmit se, Godard mindennap, közvetlenül a forgatás megkezdése előtt közölte vele a szövegét. Ráadásul egy parányi fejhallgatót erősíttetett a színésznő füle mögé, és azon keresztül felvétel közben is instruálta őt, miközben Vlady a szövegét mondta. Godard célja egyébként az objektív és a szubjektív látásmód egyesítése volt, hiszen nemcsak hősnőjét mutatja be (objektív megközelítés), hanem az ő szemén keresztül (szubjektív megközelítés) azt a környezetet (Párizst) is, amelyben él. Vlady karaktere, Juliette prostituálja magát, ám Godard szerint ebben semmi meglepő sincs: az ipari társadalmakban minden rendű és rangú ember valamilyen szinten prostituálódik.
1967-ben Marina ellátogatott a Szovjetunióba, ahol filmszerepet is vállalt: Szergej Jutkevics A „Sirály” születése (1969) című alkotása Csehov életének egy szakaszát dolgozta fel. S ha már a vasfüggöny mögött járt, Vlady elvállalta Jancsó Miklós Sirokkó (1969) című drámájának női főszerepét is. Az usztasa terroristákról szóló filmet a rendező kevésbé sikerült munkái közé sorolják; magyar–francia koprodukcióban készült, az egyik producer a férfi főszereplő, Jacques Charrier volt, akit leginkább Brigitte Bardot (volt) férjeként ismertek akkor is, azóta is. Az olasz film négy „szent szörnyetege” közül hárman – Vittorio Gassman, Alberto Sordi és Nino Manfredi – játszottak Luigi Zampa Contestazione generale (1970) című komédiájában, melyben a női főszerep Marináé lett. Szatirikus húrokat pengetett Jean Yanne filmje is, a Mindenki szép, mindenki kedves (1972).
Az 1970-es években Marina szerepvállalásait döntően befolyásolta viharos házassága Vlagyimir Viszockij orosz énekes-színésszel. Mészáros Márta Ők ketten (1977) című drámája azért tartozik Vlady kedvenc filmjei közé, mert a forgatás során néhány békés napot tölthetett el Magyarországon a férjével együtt, aki kicsiny szerepet játszott a műben. Vlady játszotta a főszerepet, egy munkásszálló igazgatónőjét, aki pártfogásába veszi a Monori Lili által megformált munkáslányt, miközben ő maga is kénytelen szembenézni házassága nehézségeivel. 

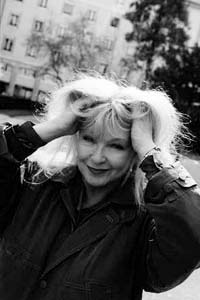
1996

A ’70-es évek végétől Vlady egyre gyakrabban vállalt tévés felkéréseket. Játszott például A bagdadi tolvaj (1978) sztárokkal készült tévés remake-jében. Marie Antoinette-et formálta meg színész kollégája, Jean-Claude Brialy La Nuit de l'été (1979) című tévéfilmjében. Az 1980-as évek terméséből három, nemzetközi sikert elért filmet érdemes kiemelni. Az Argentin tangó (1985) Párizsban élő argentin emigránsokról szól, akik egy balettelőadással szeretnének adózni legendás honfitársuk, a tangósztár Carlos Gardel emlékének. A Twist Moszkvában az inkább kevésbé kifinomult ízléssel készített vígjátékairól ismert Jean-Marie Poiré egyik igényesebb munkája: Vlady partnere volt Philippe Noiret, Christian Clavier és (sokadszorra) Bernard Blier. Guillaume Apollinaire azonos című művéből forgatott színvonalas erotikus film Gianfranco Mingozzi Egy ifjú Don Juan emlékiratai (1987) című alkotása, melyben a női főszerepet Tinto Brass felfedezettje, a dús keblű Serena Grandi alakította. Kiemelésre méltó még Ettore Scola Splendor (1989) című munkája is, mely fölött az 1 évvel korábbi Cinema Paradiso szelleme lebeg: Vlady egyik partnere több évtized után ismét Marcello Mastroianni volt. Az 1990-es évektől kezdve a színésznő egyre ritkábban vállalt filmszerepeket, azokat is inkább tévés produkciókban. Utolsó (tévé)filmjét a Taviani-fivérek rendezték Feltámadás (2001) címmel, Lev Tolsztoj azonos című regénye alapján.
Sikeres filmszínészi karrierje ellenére Vlady mindig is fontosabbnak és értékesebbnek tartotta a színházi munkát. Leghíresebb színpadi alakítása a ’60-as években volt: a Hébertot Színház Három nővér című előadásában Irina szerepét játszotta, óriási sikerrel. A színpadi munka és a filmezés közti különbségekről akkoriban a következőket mondta: „A kettő között több a különbség, mint a hasonlóság. A színházban mások a hangok, a dimenziók, a hatások, az izgalmak. A közönséggel való élő kapcsolat olyan rendkívüli pillanatokat és izgalmakat ad, amilyeneket a film soha. Itt a színházban van valami végzetszerűség, valami elkerülhetetlen. Kilenckor kezdődik az előadás, és akármi van, játszani kell. Százszorta nagyobb figyelmet igényel, mint a film.” 

### Az írónő
Vlady 1979-ben mutatkozott be írónőként: nővéreivel közösen volt a szerzője a Babouchka című könyvnek. Számos nyelvre fordították le a Vladimir ou le vol arrêté (1987) című regényét, amelyben Vlagyimir Viszockijjal való házasságának történetét meséli el, a magánélet titkai mellett érzékletes képet festve a korabeli Szovjetunióról is. (Magyar nyelven Szerelmem, Viszockij címmel adták ki, először 1989-ben.) 1989-ben Récits pour Militza, 1990-ben Le Collectionneur de Venise, 1993-ban Le Voyage de Sergueï Ivanovitch, 1996-ban Du cœur au ventre címmel jelentek meg újabb könyvei. A Viszockij-könyv mellett legnagyobb írónői sikerét a 2001-ben publikált Ma Ceriseraie című regényével érte el. (Magyar nyelven Az én cseresznyéskertem címmel jelent meg.) A csehovi hatást tükröző, de saját értékekkel rendelkező írás négy orosz nő életét követi nyomon, négy nemzedéken keresztül. Az önéletrajzi elem sem hiányzik, hiszen az egyik hősnő, Ánya és Envald ezredes kibontakozó szerelmében nem nehéz ráismerni a Vlady–Viszockij-kapcsolatra. 2005-ben 24 images/seconde címmel jelent meg memoárkötete.

## Magánélet
Marina Vlady négyszer ment férjhez. Első férje Robert Hossein színész-rendező volt, akivel 1956-ban ismerkedett meg, és kötött házasságot. A frigyből két fiú született, Igor és Pierre, ám a szülők 1959-ben elváltak. Marina 1963-ban állt ismét az oltár elé. Új férje Jean-Claude Brouillet pilóta volt, akitől szintén született egy gyereke. Ez a házasság 1966-ban bomlott fel. Vlady a következő évben a moszkvai filmfesztivál vendégeként látogatott el a Szovjetunióba, ahol megismerkedett Vlagyimir Viszockij énekes-színésszel. Első találkozásukat később így írta le: 
„Moszkvában vagyok, az 1967-es filmfesztivál vendégeként, és erre az előadásra is elhoztak, mert állítólag egy páratlan tehetségű színész is játszik benne, bizonyos Vlagyimir Viszockij. Akárcsak a nézőket, engem is rabul ejt az az erő, az a mélységes elkeseredés, amely ott vibrál a főszereplő hangjában. Csakis ő van jelen a színpadon, mindenki mást árnyékba borít, mintha csakis őt világítanák meg a reflektorok. A közönség állva tapsol neki.”
A szovjet kultúrfunkcionáriusok által nem kellőképpen támogatott, sőt egyenesen gátolt orosz bárd és a világsztárnak számító francia színésznő kapcsolata 13 évig tartott, Viszockij 1980. július 25-én bekövetkezett haláláig. Magasságokon és mélységeken ívelt át ez a viszony, alkohol és kábítószer szegélyezte útját. Marina azonban minden igyekezete ellenére sem tudta megvédeni-megmenteni kedvesét, akivel a bürokratikus akadályok miatt csak 1970-ben tudott házasságot kötni. (Közös nagylemezt is készítettek, ami a Szovjetunióban 1987-ben jelent meg, addig csak kalózmásolatokon terjedt. A lemez B oldalán Vlady Viszockij-dalokat énekel oroszul.)
Rjazanov egy megrázó televíziós interjúfilmet készített vele Viszockij halála után.
Vlady a nyilvánosság kizárásával kötötte negyedik házasságát Dr. Léon Schwartzenberggel: magáról az újabb esküvőről sokan csupán akkor szereztek tudomást, amikor a férj 2003-ban elhunyt.

## Ismertebb filmjei
- 2001: Feltámadás (Resurrezione) (tévéfilm)
- 2000: Victoire, ou la douleur des femmes (tévésorozat)
- 1998: Tous les papas ne font pas pipi debout (tévéfilm)
- 1998: Jeunesse
- 1996: Anemos stin poli
- 1996: A nyakék románca (Dans un grand vent de fleurs) (tévésorozat)
- 1992: O-Roshiya-koku suimu-dan
- 1991: Lángoló part (Mountain of Diamonds) (tévéfilm)
- 1991: Pyushchye krovy
- 1989: Follow Me
- 1989: Condorcet (tévésorozat)
- 1989: Splendor
- 1987: Egy ifjú Don Juan emlékiratai (Les Exploits d'un jeune Don Juan)
- 1986: Twist Moszkvában (Twist again à Moscou)
- 1986: Una casa in bilico
- 1986: Sapore del grano
- 1985: Bordelo
- 1985: Argentin tangó (Tangos, l’exil de Gardel)
- 1985: Akyvernites polities (tévésorozat)
- 1985: Un Isola (tévéfilm)
- 1985: Grant kapitány gyermekei (V poiskakh kapitana Granta) (tévésorozat)
- 1984: Bis später, ich muss mich erschiessen
- 1983: Par ordre du Roy (tévéfilm, a Madame Tiquet című epizódban)
- 1983: Úrinegyed (Les Beaux quartiers) (tévéfilm)
- 1983: Les Pas perdus (tévéfilm)
- 1983: La Chambre des dames (tévésorozat)
- 1982: Erős, mint a halál (Fort comme la mort) (tévéfilm)
- 1982: L’Ogre de barbarie (tévéfilm)
- 1982: Les Secrets de la princesse de Cadignan (tévéfilm)
- 1982: Lorelei (tévéfilm)
- 1981: Arcole ou la terre promise (tévésorozat)
- 1981: Dei miei bollenti spiriti (tévéfilm)
- 1981: Le roman du samedi: L'agent secret (tévéfilm)
- 1980: L’Œil du maître
- 1980: Les jeux de la Comtesse Dolingen de Gratz
- 1979: Duos sur canapé
- 1979: La Nuit de l’été (tévéfilm)
- 1979: Il Malato immaginario
- 1978: A bagdadi tolvaj (The Thief of Baghdad) (tévéfilm)
- 1978: Douze heures pour mourir (tévéfilm)
- 1978: Les deux berges (tévéfilm)
- 1978: The Bermuda Triangle
- 1977: Ők ketten
- 1975: Sept morts sur ordonnance
- 1975: Que la fête commence…
- 1975: Les Charmes de l'été (tévésorozat)
- 1973: Le Complot
- 1972: Mindenki szép, mindenki kedves (Tout le monde il est beau, tout le monde il est gentil)
- 1971: Sapho ou La fureur d'aimer
- 1970: Pour un sourire
- 1970: Contestazione generale
- 1969: Le temps de vivre
- 1969: A „Sirály” születése (Syuzhet dlya nebolshogo rasskaza)
- 1969: La Nuit Bulgare
- 1969: Sirokkó
- 1967: Két vagy három dolgot tudok csak róla (2 ou 3 choses que je sais d’elle)
- 1966: Atout cœur à Tokyo pour O.S.S. 117
- 1966: A Mona Lisa tolvaja (Il Ladro della Gioconda)
- 1965: Falstaff (Campanadas a medianoche)
- 1965: Amerikai feleség (Una moglie americana)
- 1965: Mona, l’étoile sans nom
- 1964: Les petites demoiselles (tévéfilm)
- 1963: Borsos drazsé (Dragées au poivre)
- 1963: Méhkirálynő (L’ape regina)
- 1963: La Cage
- 1963: Az igazságszolgáltatás nevében (Les bonnes causes)
- 1963: A gyilkos (Le Meurtrier)
- 1962: La Steppa
- 1962: Climats
- 1962:  A hét főbűn (Les sept péchés capitaux) (a L'Orgueil című epizódban)
- 1962: A hazug lány (Adorable menteuse)
- 1961: La Ragazza in vetrina
- 1961: Clèves hercegnő (La Princesse de Clèves)
- 1960: Les Canailles
- 1959: Kémek éjszakája (La Nuit des espions)
- 1959: Az ítélet (La Sentence)
- 1958: Toi, le venin
- 1958: La Liberté surveillée
- 1956: Bűn és bűnhődés (Crime et châtiment)
- 1956: Bocsásd meg a mi vétkeinket! (Pardonnez nos offenses)
- 1956: Les Salauds vont en enfer
- 1956: A boszorkány (La Sorcière)
- 1955: Le Crâneur
- 1955: Sophie et le crime
- 1955: Le avventure di Giacomo Casanova
- 1954: A szerelem napjai (Giorni d’amore)
- 1954: Sie
- 1954: Özönvíz előtt (Avant le déluge)
- 1954: Sinfonia d'amore
- 1953: Musoduro
- 1953: L’età dell’amore
- 1953: Fanciulle di lusso
- 1953: Canzoni, canzoni, canzoni
- 1953: Hűtlen asszonyok (Le Infedeli)
- 1952: Dans la vie tout s’arrange (Marina néven)
- 1952: Pardon My French (Marina néven)
- 1952: La figlia del diavolo
- 1952: Penne nere
- 1950: Due sorelle amano
- 1949: Orage d’été

## Díjak és jelölések
Cannes-i filmfesztivál
- 1963 díj, Méhkirálynő (legjobb női alakítás díja)

Golden Globe-díj
- 1964 jelölés, Méhkirálynő (legjobb drámai színésznő)

Suzanne Bianchetti-díj
- 1954 díj, Özönvíz előtt (a legígéretesebb fiatal színésznő)

## Magyarul
- Szerelmem, Viszockij (Vladimir ou Le vol arreté); ford. Ferch Magda; Magvető, Bp., 1989 ISBN 9631415910
- Az én cseresznyéskertem (Ma Ceriseraie); ford. Ádám Anikó; Etoile Kiadói Kft., Bp., 2002 ISBN 9789637710247
- Szerelmem, Viszockij; ford. Ferch Magda; Gabo, Bp., 2006